# Hydropsyche djabai
Hydropsyche djabai là một loài Trichoptera trong họ Hydropsychidae. Chúng phân bố ở miền Cổ bắc.